# Ina Sjerps
Catharina Maria (Ina) Sjerps (Venhuizen, 9 februari 1959) is een Nederlands ambtenaar en bestuurster. Ze is partijloos. Sinds 31 mei 2021 is ze burgemeester van Harlingen.

## Opleiding en ministerie van SZW
Sjerps behaalde in 1986 haar doctoraal politicologie met als afstudeerrichting internationale betrekkingen en volkenrecht en behaalde in 1997 haar doctoraal Nederlands recht aan de Universiteit van Amsterdam. Zij was naast haar studies van 1983 tot 1997 werkzaam op het ministerie van Sociale Zaken en Werkgelegenheid als senior wetenschappelijk medewerker van de Emancipatieraad, als secretaris-directeur van de Commissie gelijke behandeling en als plaatsvervangend afdelingshoofd bij de Directie Internationale Zaken.

## Ambtelijke en bestuurlijke loopbaan
Sjerps was van 1997 tot 2000 werkzaam als zakelijk directeur van het Amsterdams Instituut voor Arbeidsstudies (AIAS) bij de Universiteit van Amsterdam. Van 2000 tot 2008 was zij secretaris van het College voor Arbeidszaken bij de Vereniging van Nederlandse Gemeenten. Van 2008 tot 2009 was zij algemeen directeur bij de Unie van Waterschappen. Van 2009 tot 2011 was zij directeur bij het Servicecentrum Drechtsteden. Zij was van 2011 tot 2012 gemeentesecretaris bij de gemeente De Ronde Venen, deze functie vervulde zij van 2012 tot 2017 bij de gemeente Apeldoorn en van 2017 tot 2018 bij de gemeente Rotterdam. Van 2018 tot 2020 was zij strategisch adviseur van het college van bestuur bij de Erasmus Universiteit Rotterdam.

## Burgemeester van Harlingen
Sjerps werd op 30 december 2020 door de gemeenteraad van Harlingen voorgedragen als burgemeester, als opvolger van Roel Sluiter. Op 22 maart 2021 werd zij door de minister van Binnenlandse Zaken en Koninkrijksrelaties voorgedragen voor benoeming bij koninklijk besluit. De benoeming ging in op 31 mei 2021. Ze kreeg openbare orde & veiligheid, promotie & communicatie, personeel & organisatie, ICT, dienstverlening, privacy, evenementen, internationale samenwerking en beleidscoördinatie in haar portefeuille. Ze werd lid van het algemeen bestuur en van de bestuurscommissie veiligheid van de Veiligheidsregio Fryslân, lid van de VNG-commissie bestuur & veiligheid, lid van Europa & internationaal en bestuur & veiligheid van de Vereniging van Friese gemeenten (VFG) en lid van het driehoeksoverleg team Noardwest Fryslân.

## Nevenfuncties
Sjerps werd, naast haar nevenfuncties ambtshalve, lid van het comité van aanbeveling van Stichting Zeesleepboot Holland, voorzitter van de plaatselijke commissie van de KNRM in Harlingen, lid van de raad van commissarissen van OVEF (Coöperatie Openbare verlichting & Energie Fryslân) en lid van de raad van inspiratie van het FriesLeesOffensief. Voorheen was ze lid van de raad van commissarissen van Sportservice De Vallei in Ede. Tot 2017 was ze lid van de raad van commissarissen van Vidomes in Delft en Pameijer in Rotterdam.

## Persoonlijk
Sjerps is getrouwd, heeft twee zoons en was tot haar burgemeesterschap woonachtig in Den Haag.